# Pardosa groenlandica
Pardosa groenlandica es una especie de araña araneomorfa del género Pardosa, familia Lycosidae. Fue descrita científicamente por Thorell en 1872.
Habita en Rusia (Siberia Central a Kamchatka), Canadá (Norte de Quebec, Territorios del Noroeste), Estados Unidos (Maine, Míchigan, Utah) y Groenlandia. Suele aparecer desde mayo hasta septiembre.